# Chiesa di Sant'Elena (Mulargia)
La chiesa di Sant'Elena è un edificio religioso, situato a Mulargia, frazione di Bortigali, in provincia di Nuoro. Consacrata al culto, è sede dell'omonima parrocchia facente parte della diocesi di Alghero-Bosa.
L'edificio, ubicato in posizione dominante nel punto più alto al centro del paese, è stato ultimato nel 1865 e consacrato il 25 agosto 1909 da Mons. Ernesto Maria Piovella, Vescovo di Alghero.

## Descrizione
L'edificio si presenta con un'unica navata dalla quale si diramano due cappelle laterali sul lato sinistro, dedicate alla Madonna del Rosario e a san Giovanni Battista.
Al suo interno sono conservati un antico simulacro di sant'Elena, uno di san Sergio restaurato recentemente e riesposto al culto, e due capitellini in marmo bianco di pregevole fattura, provenienti dalla vecchia chiesa di Sant'Elena. Rientrano in un tipo di capitello cosiddetto “a lira” per la presenza della V immediatamente sottostante alla sporgenza del fiore dell'abaco. La parte inferiore è ornata da una corona di quattro foglie d'acanto. Si possono datare intorno al VI secolo.
Il 15 giugno 2015, in ossequio alla riforma liturgica, il vescovo di Alghero-Bosa ha dedicato il nuovo altare fisso realizzato in marmo di colore grigio.